# Djiboutiske franc
Djiboutiske franc er valutaen i Djibouti. Valutakoden er DJF. Djiboutiske franc har historisk været inddelt i 100 centimer, men inddelingen bruges ikke længere. Francen har siden 1973 været fastlåst til amerikanske dollar med kursen 177,721 franc for 1 dollar.

## Historie
Fra Fransk Somaliland blev oprettet blev der brugt franske franc sideløbende med indiske rupee og Maria Theresia-talere. Deres indbyrdes forhold var 2 franc for 1 rupee og 4,20 franc for en Maria Theresa-taler.
Startende i 1910 begyndte Banque de l'Indochine at udstede pengesedler i landet, og i 1948 kom de første mønter for kun Fransk Somaliland med navnet "Côte Française des Somalis". I 1949 blev der er indført en selvstændig franc som blev låst til amerikanske dollar med 214,392 franc for 1 dollar.
I 1971 blev den låste kurs overfor dollar justeret til 197,466 franc for en dollar, og igen i 1973 til 177,721 franc for en dollar. Sidstnævnte kurs bruges stadig.
Sedler og mønter fik nyt design efter Djiboutis selvstændighed i 1977, men valutaen blev ikke ændret.

## Billeder
- 5 franc (1991)
- 100 franc (1977)
- 5000 franc (2002)
- 10.000 franc (1999)
- Historisk 5 franc-seddel udstedt af Banque de l'Indochine i 1943

| Artikelstump | Spire Denne artikel om penge eller valuta er en spire som bør udbygges. Du er velkommen til at hjælpe Wikipedia ved at udvide den. |